# 新塞利夫卡 (別爾哥羅德-德涅斯特羅夫斯基區)
46°0′31″N 29°36′54″E / 46.00861°N 29.61500°E
新塞利夫卡（烏克蘭語：Новоселівка）是位於烏克蘭西南部的村莊，由敖德萨州裡比爾霍羅德-德涅斯特羅夫斯基區的薩拉塔市鎮負責管轄。該村始建於1810年，面積3.67平方公里，海拔高度14米，2001年人口3,000，人口密度每平方公里817.44人。